# Historia económica del Perú

PIB real per cápita histórico en Perú

La historia económica del Perú tiene sus raíces tradicionales en los recursos naturales, como la minería, la pesca y la agricultura. En la época prehispánica, durante el dominio del imperio Inca, la economía era fundamentalmente agrícola, a pesar de que alcanzó cierto desarrollo la ganadería y la minería. El objetivo primario de la economía inca era de subsistencia, con un sistema basado en la reciprocidad, la venta y el trueque de productos. En los últimos años del siglo XXI, ha habido un incremento notable en las industrias ligeras, servicios y tecnologías de alto.[cita requerida] En 2016, la economía peruana creció un 3.7%.

## Periodo prehispánico

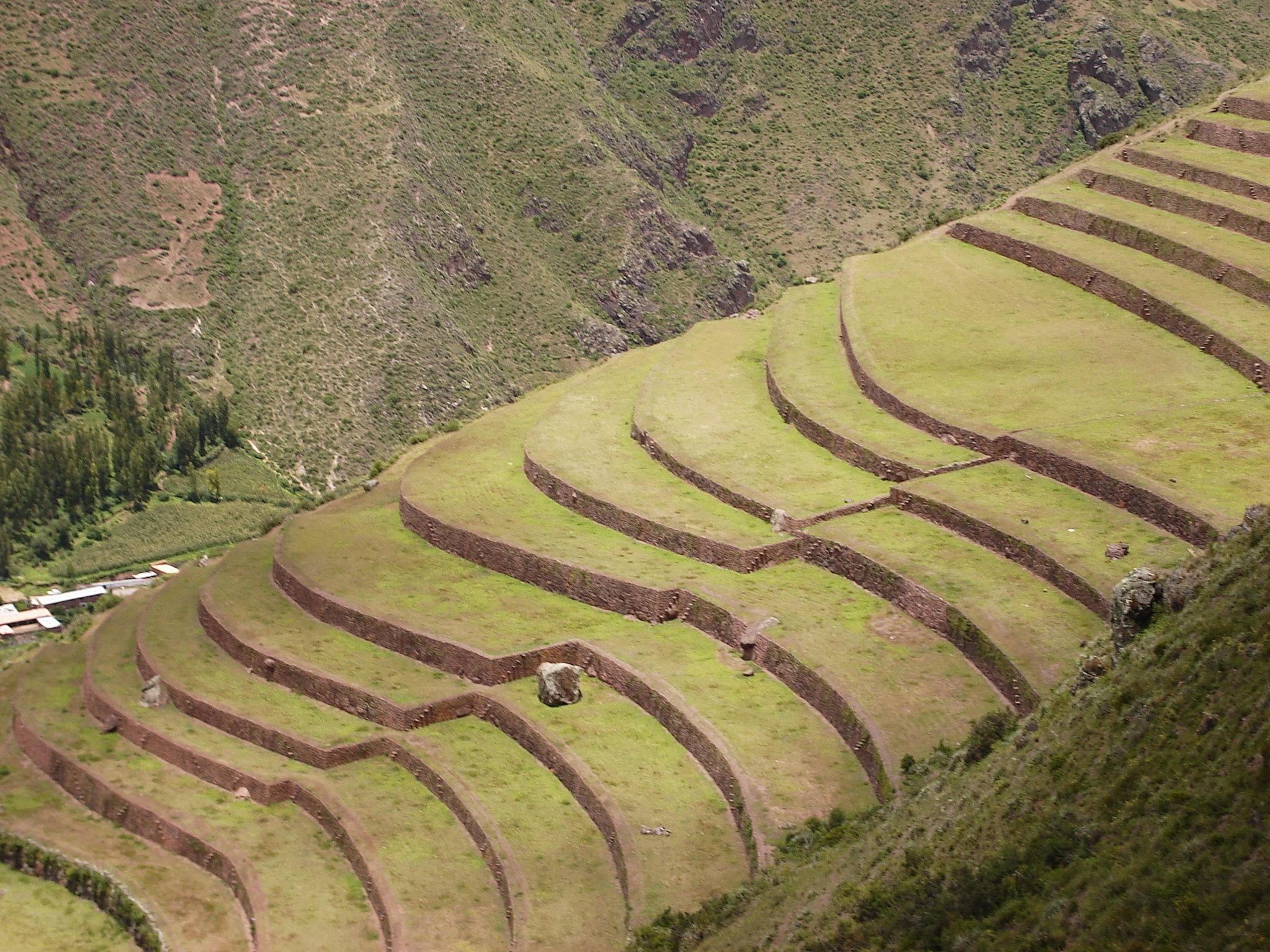
Andenerías incaicas en Písac.

Este periodo recoge el lapso que va desde la ocupación del territorio peruano por el género humano, hace unos veinte mil años, hasta los inicios del siglo XVI. El elemento común de todo este tiempo fue el aislamiento de la población respecto del resto del mundo, que aunque no fue total, porque existen algunas hipótesis sobre contactos con pueblos mesoamericanos o de la Polinesia; pero no existieron intercambios comerciales ni de otro tipo con otros pueblos.
En el momento de la conquista o invasión española, el territorio del actual Perú tenía entre cinco y nueve millones de habitantes, lo que suponía en un territorio con poca tierra cultivable y sin comercio una organización económica compleja y eficaz..
El imperio inca (el Tahuantinsuyu) que ocupa la menor extensión temporal del periodo prehispánico, entre los años 1470 y 1532, es el mejor conocido, ya que se cuenta para su conocimiento con restos arqueológicos y el testimonio escrito de los primeros testigos europeos que llegaron a conocerlo personalmente. El desarrollo político alcanzó su mayor grado de complejidad que tuvo un correlato en el ámbito económico.
La economía inca se basó en la agricultura que desarrollaron mediante técnicas avanzadas, como las terrazas de cultivo llamados andenes para aprovechar las laderas de los cerros, así como sistemas de riego heredados de las culturas preincas. Los incas cultivaron maíz, yuca, papa, frijoles, algodón, tabaco, coca, etc. Las tierras eran propiedad comunal y se trabajaban en forma colectiva. Desarrollaron también una ganadería de camélidos sudamericanos (llama y alpaca). 
La actividad comercial era muy reducida, provocado por la ausencia de ríos navegables y la dificultad del uso de la rueda en esos territorios, además de que no existían animales de gran carga en Europa y Asia. Se contaba únicamente con la llama, cuya capacidad porteadora era similar a la de un hombre, por lo que la organización económica era de autoconsumo, porque debían consumirse básicamente en el lugar donde eran producidas.

## Periodo virreinal temprano
Este periodo comienza en 1532, cuando los españoles capturan al Inca Atahualpa, se produce el derrocamiento del Inca y su sustitución por el gobierno del rey de España. 
Los españoles introdujeron nuevos cultivos, animales y tecnología, pero también instauraron nuevas instituciones y organizaciones económicas, como la moneda, el trabajo asalariado, las ciudades y la hacienda o latifundio agropecuario.  Dieron inicio a un nuevo sector productivo, destinado a cumplir un rol muy destacado en Perú, como la minería, y vincularon a la economía peruana con el resto del mundo, de la mano de este nuevo sector.
El inmenso territorio del virreinato del Perú abarcó gran parte del territorio de Sudamérica, incluida Panamá. Quedó fuera de él, también como bien realengo, Venezuela y Brasil, que sobre el océano Atlántico, pertenecía a Portugal. Durante 60 años, del 1580 al 1640, Portugal compartió el mismo monarca con España en una unión dinástica aeque principaliter bajo la Casa de Habsburgo siendo, por lo tanto durante ese tiempo, parte del inmenso Imperio español. Brasil, entonces, integró este imperio.  
Hasta antes de las reformas borbonicas, el Perú (como región desde Panamá hasta Chile y el Río de la Plata), fue el virreinato más productivo del Imperio español, al representar casi el 50.8% de la producción en 1500, 64.3% en 1600 y 50.1% en 1700.
Sin embargo, durante el transcurso del siglo XVIII su superficie sufrió tres importantes mermas al crearse -con parte de su territorio- dos nuevos virreinatos de la corona española: el Virreinato de Nueva Granada y posteriormente el Virreinato del Río de la Plata. Al mismo tiempo el Brasil lusitano extendía sus fronteras hacia la Amazonia. 
El período virreinal presenta tanto signos negativos como positivos para la evolución económica del actual Perú. Como signos negativos destaca la caída demográfica producida tras la conquista, la especialización del país como una economía exportadora de materias primas, que no requería de una mano de obra muy abundante y también la pérdida de eficiencia provocada por el desmoronamiento del Estado inca y la crisis demográfica. Como elementos positivos deben destacarse la llegada de nueva tecnología y nuevas instituciones económicas, que permitieron la mejora de la productividad. No queda claro cual fue el balance final entre lo que se perdió y lo que se ganó con la conquista española, pero la impresión actual es que hubo un primer largo periodo de ajuste en el que pesaron más los efectos adversos de la conquista y una segunda en el que la productividad del trabajo aumentó y los recursos naturales fueron mejor aprovechados.

### Minería
Fue la actividad preferente en el virreinato durante el siglo XVI y gran parte del XVII, para empezar a decaer en el siglo XVIII. Dentro de la actividad minera se distinguieron un primer periodo, previo al establecimiento de la organización virreinal, caracterizado por un sistema de extracción intensiva del metal basado en una febril actividad de la superficie, desmantelamiento, apropiación, y reparto de las riquezas del antiguo Perú. El segundo correspondería a la existencia del virreinato con el ordenamiento económico que empieza con las Ordenanzas de 1542.
Las mejores minas, por su calidad y rendimiento fueron de propiedad de la corona española. Las minas más pequeñas, en cambio, fueron explotadas por particulares con la obligación de pagar como impuesto el denominado Quinto Real, o sea, la quinta parte de la riqueza obtenida. Los principales yacimientos mineros fueron: Castrovirreyna, Huancavelica, Cerro de Pasco, Cajabamba, Contumazá, Carabaya, Caylloma, Hualgayoc, todas ubicadas en el actual Perú. Pero el más grande a nivel minero fue el yacimiento de Potosí, cuya producción se sustentó en la mita minera. El Cerro Rico de Potosí proporcionó las dos terceras partes de la plata que hubo en el Perú hasta que en 1776 pasó a formar parte del Virreinato del Río de la Plata. 
Los centros mineros fueron ciudades que rápidamente se convirtieron en emporios comerciales que engranaron todo un circuito comercial en el que se encontraban la Ciudad de México (para Zacatecas y Guanajuato) y Lima (para Potosí, Cerro de Pasco y Huancavelica). 
Para la extracción de la plata las técnicas andinas incluían el método de la huaira, que consistía en el empleo de un horno al cual se le sometía el plomo, extrayéndose finalmente la plata. Pero esta plata era de una impureza notoria. 
En la Nueva España (actual México) se llegó a descubrir una técnica que se aplicó en las minas de Potosí que consistía en mezclar la plata con mercurio (llamado azogue). Luego, la plata se separaba, manteniéndose en un estado de pureza.
La producción minera tuvo su auge entre 1572 a 1580 que fluctuó de 216 000 a 1 400 000 pesos anuales; pero disminuyó su ritmo extractivo al promediar el siglo XVII y ya en el siglo XVIII, su decadencia fue notoria debido, en gran parte, al sistema y forma empírica como se trabajaba en los centros mineros, también a la carencia de caminos para agilizar el transporte y la despoblación indígena.

### Régimen comercial del virreinato
El comercio virreinal estuvo basado en el monopolio debido al carácter exclusivista y mercantilista que prevaleció en la economía. Hasta el debilitamiento, y luego la derogación del monopolio universal, solo los territorios españoles de Europa podían comerciar con la América española. Con el tal propósito y el de recaudar impuestos, se creó en Sevilla la llamada Casa de Contratación de Indias en 1503, organismo encargado de velar por el cumplimiento del monopolio. Además, en cada virreinato funcionaba un Tribunal del Consulado, que controlaba el movimiento comercial e intervenía en todo lo relacionado con él.

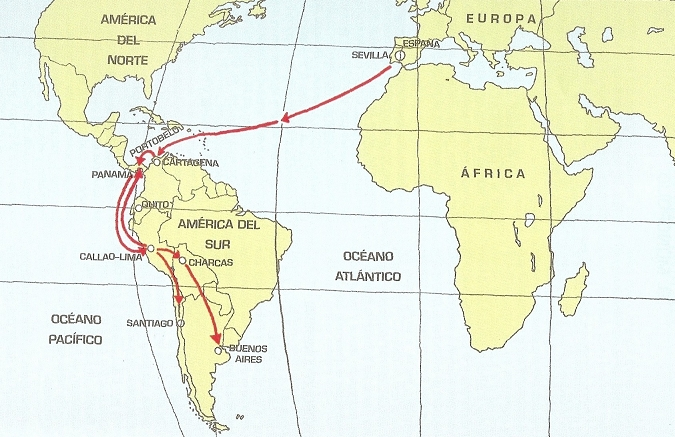
Monopolio comercial del Virreinato del Perú

En 1561, Felipe II estableció que los únicos puertos para el tráfico comercial fueran Sevilla en España, Veracruz, en Nueva España (hoy México) y Callao en el Perú, en tanto que Cartagena de Indias y Panamá eran tenidos como puertos de tránsito.
En cumplimiento de esta disposición, anualmente salían de Sevilla dos grupos de barcos cargados de mercaderías y escoltados por otros barcos de la marina de guerra española. El grupo de barcos que iba a México tomaba el nombre de flota y arribaba a Veracruz. Los que venían al Perú tomaban el nombre de galeones y llegaban, primero, al puerto de Cartagena de Indias y, de allí, pasaban al puerto de Portobelo. Allí en Portobelo, se realizaba una gran feria, a la que asistían los comerciantes limeños que hacían su arribo a este lugar, mediante la llamada Armada del Mar del Sur, hasta Panamá, y, luego, por tierra, atravesaban el istmo para llegar a Portobelo. Efectuadas las compras y ventas en Portobelo, los comerciantes de Lima se embarcaban, nuevamente, en la Armada del Mar del Sur y arribaban al Callao, desde donde enviaban las mercaderías por tierra a los pueblos y ciudades del interior del virreinato como Arequipa, Cuzco, Charcas, Buenos Aires, Santiago y Montevideo. De esta manera, el Virreinato del Perú era el eje del movimiento comercial en América del Sur. El Callao, como único puerto autorizado, mantuvo su preeminencia sobre puertos menores, tanto de la costa del Pacífico, como del Atlántico.
El monopolio no dio resultado para el Imperio español; en cambio, fomentó el comercio ilícito, de contrabando, a cargo de ingleses, franceses y holandeses. Los barcos de los países contrabandistas arribaban a puertos menores, así como también a caletas y embarcaderos, desde donde se introducía la mercadería a los poblados aledaños y ciudades del interior del Virreinato, lugares estos en los que se daba el caso de mayor aceptación de estos productos que se expandían a un precio sumamente bajo en relación con los mismos artículos traídos por los mercaderes españoles. La mayor intensidad de este comercio ilícito se manifestó en los puertos del Atlántico, llámese Montevideo y Buenos Aires; ello debido a la lejanía en que se encontraban con respecto a la capital virreinal, Lima, y al puerto de entrada autorizado que era el Callao. Se ha llegado a estimar que por cada dos mil toneladas de comercio lícito entraban al Virreinato del Perú trece mil toneladas ilícitas, es decir, de contrabando.
Rompieron también el monopolio comercial los corsarios (que robaban para beneficiar a sus propios países o determinada nación europea) y los feroces piratas (que lo hacían para su propio provecho). El más famoso de los corsarios fue Francis Drake que, bajo la insignia de la Corona inglesa en tiempos de Isabel I, atacó los puertos de América meridional, saqueó el Callao y Paita, luego se dirigió a Panamá donde logró acumular un gran botín, regresando a Inglaterra por la vía de Oceanía, en la época del virrey Francisco Álvarez de Toledo.
Todo ello determinó, que precisamente, Lima, fuera circundada de murallas y que, asimismo, se construyese la Fortaleza del Real Felipe, o los Reales Castillos, del Callao. 

#### Impuestos del Virreinato
La llamada Real hacienda o Caja fiscal del Rey obtenía recursos directos con el cobro de una serie de impuestos, que afectaban a las actividades económicas. Había cajas repartidas en todo el virreinato que recolectaban los fondos, cubrían los gastos de la administración y remitían el sobrante a la caja principal situada en Lima (Caja Real de Lima), la misma que, saldando los gastos del propio virreinato, luego las remitía a España.
Entre los impuestos, que el virreinato pagaba a la corona figuraban:
- EL Quinto Real (Quinto del Rey). O sea, la quinta parte de los metales extraídos o de los tesoros encontrados.
- El Tributo Personal del Indio. Que obligaba al habitante andino, entre los dieciocho y cincuenta años, a pagar una suma anual.
- El Alcabala. O sea, el pago que se hacía por concepto de la compra o venta de propiedades
- El Almojarifazgo. Que era el impuesto que se pagaba por la entrada y salida de mercaderías (hoy aranceles o derechos de aduana).
- La Media Anata. O sea, el impuesto que gravaba anualmente los sueldos de los funcionarios públicos y burócratas.
- La Derrama. Que eran los donativos extraordinarios que se obligaba a hacer a los habitantes del virreinato cuando España sostenía guerras con sus rivales europeos.
- Los Estancos. De la sal, del tabaco, del papel sellado, de los naipes, etc., es decir, el impuesto que gravaba a tales productos, los mismos que tenían que ser pagados por los vasallos.

##### Tributo Indígena
La contribución anual (Tributo Personal del Indio) que debían pagar los indios tributarios del Perú era aproximadamente de 8 pesos, el cual equivaldría al sueldo promedio que se obtenía en 2 meses. Los nobles indios y nobles incaicos estaban exentos de este tributo.
Con estos impuestos se financiaban los Servicio públicos para la República de indios (como la construcción y mantenimiento de los Hospitales de Indios, Escuelas de Indios, Catedrales Coloniales, Calles en Pueblos de Indios, las Rutas de Viaje entre distintas regiones, etc). A su vez, estaban exentos de pagar los impuestos de la república de españoles, que eran más numerosos.

“porque es cosa justa que los indios que se pacificaren y redujeren a nuestra obediencia y vasallaje, nos sirvan y den tributo en reconocimiento del Señorío y Servicio, y como nuestros subditos y vasallos deben»
Recopilación de leyes de los Reinos de Indias. Libro VI, cap. V., Ley 1.

#### La moneda

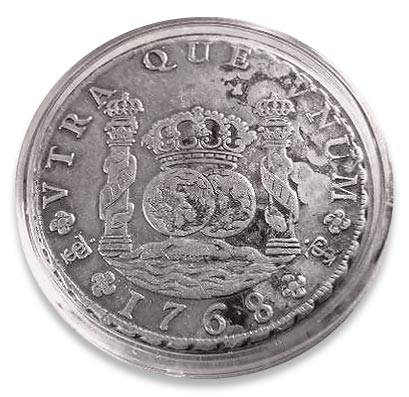
Moneda de 8 reales conocida como Columnario de plata

En un comienzo, durante la conquista, no hubo moneda para el comercio, después aparece la primera expresión de la moneda en el Perú, la callana, que era una pieza rudimentaria fundida con especificación de peso y ley que funcionó en Cajamarca, Lima, Cuzco y Piura. Después se confeccionó el peso, que fue un disco burdamente labrado a cincel, llevando una cruz a cada lado; su valor marcaba 450 maravedíes.
Posteriormente aparecieron los ducados, los escudos y los doblones, que hicieron más expeditiva la transacción comercial. Estas monedas eran acuñadas en las llamadas Casas de Moneda, que empezaron a funcionar alrededor del siglo XVI, especialmente en Lima y Potosí. Durante el virreinato también funcionó la Casa de Moneda del Cusco y, en la república, funcionaron también - aparte de las de Lima y Cusco - la casa de moneda de Arequipa, la de Cerro de Pasco y la de Ayacucho.

### La agricultura y ganadería
La agricultura no tuvo un desarrollo importante en el virreinato. Al igual que en otros lugares conquistados por los españoles, la tenencia de la tierra se trastocó, así como el usufructo que se hacía de ella. Con la llegada de los españoles llegaron también productos vegetales, animales de granja y aves de corral. Desde un inicio los indígenas fueron empleados en las faenas agrícolas y fue a través de esta práctica que pudieron pagar sus tributos. Nuevas técnicas como el barbecho, la roza y quema así como diferentes instrumentos les fueron dados a los nativos para que explotaran al máximo la agricultura.

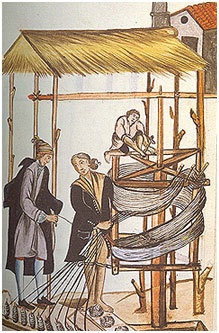
Obraje en el Virreinato del Perú

Las tierras destinadas a la agricultura se encontraban relativamente cercanas a las ciudades debido a que muchos de los alimentos no aguantaban más de cinco días de camino sin malograrse. [cita requerida] Por ejemplo, alrededor de Lima y de Potosí, hubo grandes hectáreas destinadas solamente a la producción local. Dentro de esta producción no se descuidaron los productos locales como el olluco y la coca. Hacia 1600 la producción local fue lo suficientemente estable como para sustituir las importaciones que se hacían desde España causando gran molestia a los comerciantes españoles.[cita requerida] Es desde entonces que el comercio intraamericano empezó a tener auge, principalmente entre las regiones del Perú, Chile y Centroamérica.

#### Productos traídos por los españoles
- Ganado: vacuno, lanar, caprino, porcino, equino.
- Cereales: trigo, cebada, centeno
- Otros vegetales:caña de azúcar, lentejas, garbanzos, frijoles, lechugas, col, espinaca, apio, espárrago, zanahoria, nabo, betarraga, rábanos, bananas, naranja, limón, etc.

La aparición de nuevas plantas y animales permitió un incremento en la capacidad productiva de la agricultura (lo que a su vez permitió un aumento en la población). A su vez que la introducción de animales de transporte (caballos, mulas y asnos), junto a vehículos con rueda, ayudo a la reducción de los costos de producción (y aumentando la capacidad productiva). Siendo así que, tras la conquista española, el impacto negativo inicial en la economía, por la caída de la población indígena tras la conquista (debido mayormente a enfermedades), fue paliado por un aumento en el PIB Per cápita. Por lo que los efectos de la conquista española al largo plazo generaron un aumento drástico del potencial productivo de la región.

### Los obrajes
Fueron centros laborales de gran importancia en el Virreinato dedicados a la manufactura de textiles e hilos de lana, algodón y cabuya. El primer obraje fue instituido por Antonino de Ribera en 1545. Su número creció rápidamente debido a que las vestimentas tenían gran demanda entre los indígenas mineros (de diferentes calidades: bayetas, jergas, frazadas, alforjas, medias, sombreros, costales). Su producción no pudo superar lo artesanal porque el monopolio peninsular no dejaba que se expandiera o elaborara productos de mejor calidad dentro de sus territorios de ultramar.

### Estadísticas comparativas

#### Desempeño productivo del Virreinato del Perú dentro del Imperio Español
| Las regiones del Imperio español, 1520-1795 (porcentaje y millones de dólares de Geary Khamis de 1990) | Las regiones del Imperio español, 1520-1795 (porcentaje y millones de dólares de Geary Khamis de 1990) | Las regiones del Imperio español, 1520-1795 (porcentaje y millones de dólares de Geary Khamis de 1990) | Las regiones del Imperio español, 1520-1795 (porcentaje y millones de dólares de Geary Khamis de 1990) | Las regiones del Imperio español, 1520-1795 (porcentaje y millones de dólares de Geary Khamis de 1990) |
| PIB por Región                                                                                         | 1500                                                                                                   | 1600                                                                                                   | 1700                                                                                                   | 1820                                                                                                   |
| --- | --- | --- | --- | --- |
| Imperio español (total)                                                                                | 6.889.500                                                                                              | 3.424.200                                                                                              | 5.769.400                                                                                              | 12.005.823                                                                                             |
| México (Norteamérica)                                                                                  | 46.3%                                                                                                  | 33.1%                                                                                                  | 44.3%                                                                                                  | 41.6%                                                                                                  |
| Caribe                                                                                                 | 2.9%                                                                                                   | 2.5%                                                                                                   | 5.6%                                                                                                   | 15.5%                                                                                                  |
| Virreinato del Perú (Sudamerica)                                                                       | 50.8%                                                                                                  | 64.3%                                                                                                  | 50.1%                                                                                                  | 42.9%                                                                                                  |

| Las regiones del Imperio español, 1520-1795 (PIB Per cápita en dólares de Geary Khamis de 1990) | Las regiones del Imperio español, 1520-1795 (PIB Per cápita en dólares de Geary Khamis de 1990) | Las regiones del Imperio español, 1520-1795 (PIB Per cápita en dólares de Geary Khamis de 1990) | Las regiones del Imperio español, 1520-1795 (PIB Per cápita en dólares de Geary Khamis de 1990) | Las regiones del Imperio español, 1520-1795 (PIB Per cápita en dólares de Geary Khamis de 1990) |
| PIB per cápita por Región                                                                       | 1500                                                                                            | 1600                                                                                            | 1700                                                                                            | 1820                                                                                            |
| ----------------------------------------------------------------------------------------------- | ----------------------------------------------------------------------------------------------- | ----------------------------------------------------------------------------------------------- | ----------------------------------------------------------------------------------------------- | ----------------------------------------------------------------------------------------------- |
| México (Norteamérica)                                                                           | 425                                                                                             | 454                                                                                             | 568                                                                                             | 759                                                                                             |
| Caribe                                                                                          | 400                                                                                             | 430                                                                                             | 650                                                                                             | 635                                                                                             |
| Virreinato del Perú (Sudamerica)                                                                | 412                                                                                             | 432                                                                                             | 498                                                                                             | 680                                                                                             |
| Colonias españolas                                                                              | 418                                                                                             | 439                                                                                             | 534                                                                                             | 703                                                                                             |
| España peninsular                                                                               | 661                                                                                             | 853                                                                                             | 853                                                                                             | 1008                                                                                            |
| proporción de Colonias/España                                                                   | 0.63                                                                                            | 0.50                                                                                            | 0.61                                                                                            | 0.70                                                                                            |

Hasta 1700, previo a la Guerra de sucesión española, el territorio del Virreinato del Perú fue el contribuyente más importante, representando más del 50% de la producción durante la época de los Habsburgos españoles.

#### Comparación del desempeño económico en la Sudamérica colonial (PIB per cápita, Población y PIB)
| El Virreinato del Perú y sus regiones: PIB per cápita (1500-1795) en dólares de Geary Khamis de 1990) | El Virreinato del Perú y sus regiones: PIB per cápita (1500-1795) en dólares de Geary Khamis de 1990) | El Virreinato del Perú y sus regiones: PIB per cápita (1500-1795) en dólares de Geary Khamis de 1990) | El Virreinato del Perú y sus regiones: PIB per cápita (1500-1795) en dólares de Geary Khamis de 1990) | El Virreinato del Perú y sus regiones: PIB per cápita (1500-1795) en dólares de Geary Khamis de 1990) | El Virreinato del Perú y sus regiones: PIB per cápita (1500-1795) en dólares de Geary Khamis de 1990) | El Virreinato del Perú y sus regiones: PIB per cápita (1500-1795) en dólares de Geary Khamis de 1990) | El Virreinato del Perú y sus regiones: PIB per cápita (1500-1795) en dólares de Geary Khamis de 1990) | El Virreinato del Perú y sus regiones: PIB per cápita (1500-1795) en dólares de Geary Khamis de 1990) | El Virreinato del Perú y sus regiones: PIB per cápita (1500-1795) en dólares de Geary Khamis de 1990) | El Virreinato del Perú y sus regiones: PIB per cápita (1500-1795) en dólares de Geary Khamis de 1990) |
| Región                                                                                                | PIB per cápita                                                                                        | PIB per cápita                                                                                        | PIB per cápita                                                                                        | PIB per cápita                                                                                        | PIB per cápita                                                                                        | Índice                                                                                                | Índice                                                                                                | Índice                                                                                                | Índice                                                                                                | Índice                                                                                                |
| Región                                                                                                | 1500                                                                                                  | 1600                                                                                                  | 1650                                                                                                  | 1700                                                                                                  | 1795                                                                                                  | 1500                                                                                                  | 1600                                                                                                  | 1650                                                                                                  | 1700                                                                                                  | 1795                                                                                                  |
| --- | --- | --- | --- | --- | --- | --- | --- | --- | --- | --- |
| Virreinato del Perú                                                                                   | 552                                                                                                   | 527                                                                                                   | 536                                                                                                   | 528                                                                                                   | 708                                                                                                   | 100                                                                                                   | 100                                                                                                   | 100                                                                                                   | 100                                                                                                   | 100                                                                                                   |
| Nueva Granada                                                                                         | 539                                                                                                   | 496                                                                                                   | 462                                                                                                   | 544                                                                                                   | 628                                                                                                   | 98 | 94 | 86 | 103                                                                                                   | 89 |
| Perú                                                                                                  | 568                                                                                                   | 544                                                                                                   | 647                                                                                                   | 525                                                                                                   | 721                                                                                                   | 103                                                                                                   | 103                                                                                                   | 121                                                                                                   | 99 | 102                                                                                                   |
| Alto Perú                                                                                             | 570                                                                                                   | 607                                                                                                   | 553                                                                                                   | 490                                                                                                   | 672                                                                                                   | 103                                                                                                   | 115                                                                                                   | 103                                                                                                   | 93 | 95 |
| Chile                                                                                                 | 400                                                                                                   | 508                                                                                                   | 491                                                                                                   | 547                                                                                                   | 852                                                                                                   | 73 | 96 | 92 | 104                                                                                                   | 120                                                                                                   |
| Río de la Plata                                                                                       | 400                                                                                                   | 501                                                                                                   | 587                                                                                                   | 541                                                                                                   | 822                                                                                                   | 73 | 95 | 110                                                                                                   | 102                                                                                                   | 116                                                                                                   |

| El Virreinato del Perú y sus regiones: Población (1500-1795) en dólares de Geary Khamis de 1990) | El Virreinato del Perú y sus regiones: Población (1500-1795) en dólares de Geary Khamis de 1990) | El Virreinato del Perú y sus regiones: Población (1500-1795) en dólares de Geary Khamis de 1990) | El Virreinato del Perú y sus regiones: Población (1500-1795) en dólares de Geary Khamis de 1990) | El Virreinato del Perú y sus regiones: Población (1500-1795) en dólares de Geary Khamis de 1990) | El Virreinato del Perú y sus regiones: Población (1500-1795) en dólares de Geary Khamis de 1990) | El Virreinato del Perú y sus regiones: Población (1500-1795) en dólares de Geary Khamis de 1990) | El Virreinato del Perú y sus regiones: Población (1500-1795) en dólares de Geary Khamis de 1990) | El Virreinato del Perú y sus regiones: Población (1500-1795) en dólares de Geary Khamis de 1990) | El Virreinato del Perú y sus regiones: Población (1500-1795) en dólares de Geary Khamis de 1990) | El Virreinato del Perú y sus regiones: Población (1500-1795) en dólares de Geary Khamis de 1990) |
| Región                                                                                           | Población                                                                                        | Población                                                                                        | Población                                                                                        | Población                                                                                        | Población                                                                                        | Participación porcentual                                                                         | Participación porcentual                                                                         | Participación porcentual                                                                         | Participación porcentual                                                                         | Participación porcentual                                                                         |
| Región                                                                                           | 1500                                                                                             | 1600                                                                                             | 1650                                                                                             | 1700                                                                                             | 1795                                                                                             | 1500                                                                                             | 1600                                                                                             | 1650                                                                                             | 1700                                                                                             | 1795                                                                                             |
| ------------------------------------------------------------------------------------------------ | ------------------------------------------------------------------------------------------------ | ------------------------------------------------------------------------------------------------ | ------------------------------------------------------------------------------------------------ | ------------------------------------------------------------------------------------------------ | ------------------------------------------------------------------------------------------------ | ------------------------------------------------------------------------------------------------ | ------------------------------------------------------------------------------------------------ | ------------------------------------------------------------------------------------------------ | ------------------------------------------------------------------------------------------------ | ------------------------------------------------------------------------------------------------ |
| Virreinato del Perú                                                                              | 8486                                                                                             | 3550                                                                                             | 3585                                                                                             | 3219                                                                                             | 5736                                                                                             | 100                                                                                              | 100                                                                                              | 100                                                                                              | 100                                                                                              | 100                                                                                              |
| Nueva Granada                                                                                    | 1418                                                                                             | 1272                                                                                             | 1330                                                                                             | 1170                                                                                             | 1835                                                                                             | 17                                                                                               | 36                                                                                               | 37                                                                                               | 36                                                                                               | 32                                                                                               |
| Perú                                                                                             | 4496                                                                                             | 958                                                                                              | 639                                                                                              | 653                                                                                              | 1209                                                                                             | 53                                                                                               | 27                                                                                               | 18                                                                                               | 20                                                                                               | 21                                                                                               |
| Alto Perú                                                                                        | 1959                                                                                             | 519                                                                                              | 850                                                                                              | 710                                                                                              | 1332                                                                                             | 23                                                                                               | 15                                                                                               | 24                                                                                               | 22                                                                                               | 23                                                                                               |
| Chile                                                                                            | 128                                                                                              | 279                                                                                              | 274                                                                                              | 225                                                                                              | 771                                                                                              | 2                                                                                                | 8                                                                                                | 8                                                                                                | 7                                                                                                | 13                                                                                               |
| Río de la Plata                                                                                  | 484                                                                                              | 522                                                                                              | 491                                                                                              | 461                                                                                              | 589                                                                                              | 6                                                                                                | 15                                                                                               | 14                                                                                               | 14                                                                                               | 10                                                                                               |

| El Virreinato del Perú y sus regiones: PIB (1500-1795) en dólares de Geary Khamis de 1990) | El Virreinato del Perú y sus regiones: PIB (1500-1795) en dólares de Geary Khamis de 1990) | El Virreinato del Perú y sus regiones: PIB (1500-1795) en dólares de Geary Khamis de 1990) | El Virreinato del Perú y sus regiones: PIB (1500-1795) en dólares de Geary Khamis de 1990) | El Virreinato del Perú y sus regiones: PIB (1500-1795) en dólares de Geary Khamis de 1990) | El Virreinato del Perú y sus regiones: PIB (1500-1795) en dólares de Geary Khamis de 1990) | El Virreinato del Perú y sus regiones: PIB (1500-1795) en dólares de Geary Khamis de 1990) | El Virreinato del Perú y sus regiones: PIB (1500-1795) en dólares de Geary Khamis de 1990) | El Virreinato del Perú y sus regiones: PIB (1500-1795) en dólares de Geary Khamis de 1990) | El Virreinato del Perú y sus regiones: PIB (1500-1795) en dólares de Geary Khamis de 1990) | El Virreinato del Perú y sus regiones: PIB (1500-1795) en dólares de Geary Khamis de 1990) |
| Región                                                                                     | PIB (en millones)                                                                          | PIB (en millones)                                                                          | PIB (en millones)                                                                          | PIB (en millones)                                                                          | PIB (en millones)                                                                          | Índice                                                                                     | Índice                                                                                     | Índice                                                                                     | Índice                                                                                     | Índice                                                                                     |
| Región                                                                                     | 1500                                                                                       | 1600                                                                                       | 1650                                                                                       | 1700                                                                                       | 1795                                                                                       | 1500                                                                                       | 1600                                                                                       | 1650                                                                                       | 1700                                                                                       | 1795                                                                                       |
| ------------------------------------------------------------------------------------------ | ------------------------------------------------------------------------------------------ | ------------------------------------------------------------------------------------------ | ------------------------------------------------------------------------------------------ | ------------------------------------------------------------------------------------------ | ------------------------------------------------------------------------------------------ | ------------------------------------------------------------------------------------------ | ------------------------------------------------------------------------------------------ | ------------------------------------------------------------------------------------------ | ------------------------------------------------------------------------------------------ | ------------------------------------------------------------------------------------------ |
| Virreinato del Perú                                                                        | 4681                                                                                       | 1896                                                                                       | 1922                                                                                       | 1700                                                                                       | 4060                                                                                       | 100                                                                                        | 100                                                                                        | 100                                                                                        | 100                                                                                        | 100                                                                                        |
| Nueva Granada                                                                              | 764                                                                                        | 630                                                                                        | 615                                                                                        | 637                                                                                        | 1152                                                                                       | 16                                                                                         | 34                                                                                         | 32                                                                                         | 37                                                                                         | 38                                                                                         |
| Perú                                                                                       | 2555                                                                                       | 521                                                                                        | 413                                                                                        | 343                                                                                        | 871                                                                                        | 55                                                                                         | 28                                                                                         | 22                                                                                         | 20                                                                                         | 21                                                                                         |
| Alto Perú                                                                                  | 1117                                                                                       | 315                                                                                        | 470                                                                                        | 348                                                                                        | 896                                                                                        | 24                                                                                         | 17                                                                                         | 24                                                                                         | 20                                                                                         | 22                                                                                         |
| Chile                                                                                      | 51                                                                                         | 142                                                                                        | 135                                                                                        | 123                                                                                        | 657                                                                                        | 1                                                                                          | 8                                                                                          | 7                                                                                          | 7                                                                                          | 16                                                                                         |
| Río de la Plata                                                                            | 193                                                                                        | 261                                                                                        | 289                                                                                        | 249                                                                                        | 484                                                                                        | 4                                                                                          | 14                                                                                         | 15                                                                                         | 15                                                                                         | 12                                                                                         |

Según las cifras, el PIB per cápita por todo el Virreinato sudamericano, previo a la conquista (en 1500), habría sido de 552 dólares, presentándose un mayor ingreso per cápita en Ecuador, Bolivia y Perú (la región central del Imperio incaico), concentrando el 84.95% total de la producción y 82.38% de la población total. Pese a ello, estos resultados no son necesariamente una referencia de su participación en el PIB global del territorio. Además, se presenta que el crecimiento del ingreso per cápita no se dio en tasas uniformes, ya que dependió de la explotación de las minas (donde hasta 1650, gracias a las Minas de Potosí, el virreinato del Perú fue más importante que el de Nueva España), habiendo momentos de recesión entre 1650 a 1700, para iniciar otro periodo de crecimiento y recuperación (dependiéndose mucho de la explotación o agotamiento de los metales preciosos ubicados en la actual Bolivia). Finalmente, la recuperación económica, posterior a la conquista, fue más intensa en las zonas marginales (como Chile o Río de la Plata) que en las zonas centrales (Perú, Bolivia y Ecuador), haciendo que los primeros tengan una renta per cápita más grande que los segundos, en vez de la antigua preponderancia en tiempos incaicos. Esto último podría deberse a que, al menos en el Perú, el intercambio tecnológico con Europa no fue suficiente para restaurar la productividad en la región andina, en gran medida por la decadencia de múltiples centros urbanos.

## Periodo virreinal tardío - desde 1700 hasta la independencia

### Producto Bruto Interno
Durante el siglo XVIII, según el historiador y economista, Angus Maddison, la tasa de crecimiento del PIB, PIB per Cápita y la población en América Latina fueron las más altas que en cualquier otra región del mundo.

“La población y la producción se recuperaron en el siglo XVI, pero en 1700 seguía por debajo de los niveles de 1500. El crecimiento se aceleró rápidamente durante el siglo XVIII. La población, el PIB per cápita y el PIB crecieron mucho más rápido que cualquier otro país del mundo."
Angus Madisson. Contours of the World Economy 1-2030 AD: Essays in Macro-Economic History. 2007: 88-89

Debido a que el Imperio español mantuvo con el Imperio británico un conflicto de poderes global por el control de las rutas comerciales (sobre todo en el Caribe), se dieron efectos negativos en la navegación hacia el Perú que afectaron negativamente a las importaciones, y así también a la economía peruana, que debió tomar medidas Proteccionistas ante la desconfianza al libre comercio con países belicosos.
En cuanto a la contribución de la economía, se puede dividir de la siguiente manera: agricultura de comunidades campesinas (35%), comercio (12%), agricultura comercial (11%), industrias domésticas (11%), servicios no especificados (11%), industrias extractivas (8%), transporte (6%) y gobierno (6%).
Con el sector de industrias extractivas, resaltan los ingresos por plata, oro y mercurio. Para la agricultura comercial se incluye el Diezmo y Novenos reales. En la manufactura, es determinante los ingresos por Alcabalas, fabricación de Monedas y exportaciones hacia otras regiones del imperio (sobre todo Potosí). Las exportaciones e importaciones (basados en el Almojarifazgo) fueron la base del sector comercio y transporte. El sector Gobierno fue determinado por los sueldos de funcionarios, los gastos para la defensa y los presupuestos de la Iglesia (además que los impuestos serían directamente un 28% del PIB, e indirectamente podría ser mucho más).
| Producto interno bruto por origen industrial, 1795 | Producto interno bruto por origen industrial, 1795 | Producto interno bruto por origen industrial, 1795 |
| Actividad                                          | Valor (peso en 1795)                               | Participación                                      |
| -------------------------------------------------- | -------------------------------------------------- | -------------------------------------------------- |
| Agricultura                                        | 22,548,356                                         | 45.09%                                             |
| Industria                                          | 9,713,237                                          | 19.42%                                             |
| Minería                                            | 4,237,735                                          | 8.50%                                              |
| Manufactura/Artesanía                              | 4,066,156                                          | 8.16%                                              |
| Construcción                                       | 1,409,346                                          | 2.83%                                              |
| Servicios                                          | 17,745,961                                         | 35.49%                                             |
| Comercio                                           | 6,192,969                                          | 12.43%                                             |
| Transporte                                         | 2,984,331                                          | 5.99%                                              |
| Servicios Financieros                              | 659,275                                            | 1.32%                                              |
| Vivienda                                           | 2,380,222                                          | 4.76%                                              |
| Servicios domésticos                               | 2,403,108                                          | 4.81%                                              |
| Gobierno                                           | 3,126,056                                          | 6.27%                                              |
| PIB                                                | 50,007,554                                         | 100%                                               |
| Población                                          | 1,208,848                                          | -                                                  |
| PIB per cápita                                     | 41.37                                              | -                                                  |

En cuanto a la clasificación de participación del PIB por tipo de gasto, una cosa en común con el Perú republicano (en específico durante la segunda mitad del siglo XX) es que no hay variación en la participación del Sector público, el cual es bastante similar a la participación en tiempos modernos. Sin embargo, en contraste con el Perú actual (usualmente en Déficit comercial), el Virreinato mostraba una tendencia al Superávit económico, en donde los ingresos superaban a los gastos durante todo el siglo XVIII. Aquello se vería ejemplificado con las remesas que se enviaban a España (siendo financiada), sea por parte del gobierno o por el sector privado.
| Producto interno bruto por tipo de gasto, 1795 (estructura porcentual y pesos) | Producto interno bruto por tipo de gasto, 1795 (estructura porcentual y pesos) | Producto interno bruto por tipo de gasto, 1795 (estructura porcentual y pesos) |
| Tipo de gasto                                                                  | Valor (peso en 1795)                                                           | Participación                                                                  |
| ------------------------------------------------------------------------------ | ------------------------------------------------------------------------------ | ------------------------------------------------------------------------------ |
| Demanda global (1+2)                                                           | 57,440,470                                                                     |                                                                                |
| 1. Demanda interna                                                             | 48,905,775                                                                     | 97.80%                                                                         |
| Consumo privado                                                                | 39,257,441                                                                     | 78.50%                                                                         |
| Gasto de gobierno                                                              | 6,974,008                                                                      | 13.95%                                                                         |
| Inversión interna bruta                                                        | 2,674,326                                                                      | 5.35%                                                                          |
| - Inversión Bruta Fija                                                         | 2,756,643                                                                      | 5.51%                                                                          |
| - Variación de inventarios                                                     | -82,317                                                                        | -0.16%                                                                         |
| 2. Exportaciones                                                               | 8,534,695                                                                      | 17.07%                                                                         |
| Oferta global (3+4)                                                            | 57,440,470                                                                     |                                                                                |
| 3. Producto interno bruto                                                      | 50,007,554                                                                     | 100%                                                                           |
| 4. Importaciones                                                               | 7,432,916                                                                      | 14.86%                                                                         |

#### Agricultura
En cuanto a la Agricultura, los principales protagonistas en este mercado eran las comunidades campesinas (los cuales, pese a producir para su subsistencia familiar, también vendían en el mercado agropecuario colonial) frente a los agricultores comerciales (enfocado en abastecer la demanda las urbes coloniales y los centros mineros), que solo representaban un 23.4% de la producción. Sin embargo, los resultados del PIB del sector agrícola, por sus dificultades de estimación (no solo en Perú, si no a nivel global), podría presentar algunos márgenes de error.Además, el sueldo promedio habría sido 2.87 reales (93.26 pesos), donde en Lima fue de hasta 8 reales, aunque la mayoría de poblaciones indígenas recibía un ingreso anual de 65 pesos. Para las mujeres su ingreso sería equivalente al 60% del ingreso de los hombres.Finalmente, este sector pasaría por una crisis agrícola hasta 1750 por epidemias y terremotos, y algunos altibajos entre 1775-1785 por las Rebeliones en el Virreinato del Perú y en 1812-1824 por la Guerra de Independencia, además de tener desviaciones en momentos donde se daba el Fenómeno El Niño.
| Composición del producto interno bruto del sector agrícola, 1795 (en pesos de 1795) | Composición del producto interno bruto del sector agrícola, 1795 (en pesos de 1795) | Composición del producto interno bruto del sector agrícola, 1795 (en pesos de 1795) |
| Actividad                                                                           | Producción                                                                          | Participación                                                                       |
| ----------------------------------------------------------------------------------- | ----------------------------------------------------------------------------------- | ----------------------------------------------------------------------------------- |
| Agricultura comercial                                                               | 5,276,059                                                                           | 23.4%                                                                               |
| Comunidades campesinas                                                              | 17,272,297                                                                          | 76.6%                                                                               |
| Agricultura total                                                                   | 22,548,356                                                                          | 100%                                                                                |

##### Agricultura comercial
Debido a la importancia de la Caja Real de Lima, se presentan fluctuaciones contables con las demás regiones.
| Participación de las intendencias en el valor comercial del Virreinato (1761-1795, 1808-1809) | Participación de las intendencias en el valor comercial del Virreinato (1761-1795, 1808-1809) | Participación de las intendencias en el valor comercial del Virreinato (1761-1795, 1808-1809) | Participación de las intendencias en el valor comercial del Virreinato (1761-1795, 1808-1809) | Participación de las intendencias en el valor comercial del Virreinato (1761-1795, 1808-1809) | Participación de las intendencias en el valor comercial del Virreinato (1761-1795, 1808-1809) |
| Intendencia                                                                                   | Producción                                                                                    | Producción                                                                                    | Ponderación                                                                                   | Ponderación                                                                                   | Ponderación Final                                                                             |
| Intendencia                                                                                   | 1761-1795                                                                                     | 1808-1809                                                                                     | 1761-1795                                                                                     | 1808-1809                                                                                     | Ponderación Final                                                                             |
| --------------------------------------------------------------------------------------------- | --------------------------------------------------------------------------------------------- | --------------------------------------------------------------------------------------------- | --------------------------------------------------------------------------------------------- | --------------------------------------------------------------------------------------------- | --------------------------------------------------------------------------------------------- |
| Intendencia de Arequipa                                                                       | 1,242,779                                                                                     | 2,154,000                                                                                     | 23.75%                                                                                        | 24.63%                                                                                        | 24                                                                                            |
| Intendencia del Cuzco                                                                         | 702,231                                                                                       | 1,643,688                                                                                     | 13.42%                                                                                        | 18.79%                                                                                        | 16                                                                                            |
| Intendencia de Huamanga                                                                       | 415,021                                                                                       | 266,505                                                                                       | 7.93%                                                                                         | 3.05%                                                                                         | 6                                                                                             |
| Intendencia de Huancavelica                                                                   | 440,506                                                                                       | 207,826                                                                                       | 8.42%                                                                                         | 2.38%                                                                                         | 5                                                                                             |
| Intendencia de Lima                                                                           | 1,331,091                                                                                     | 2,190,349                                                                                     | 25.43%                                                                                        | 25.04%                                                                                        | 25                                                                                            |
| Intendencia de Tarma                                                                          | 640,649                                                                                       | 1,396,519                                                                                     | 12.24%                                                                                        | 15.97%                                                                                        | 14                                                                                            |
| Intendencia de Trujillo                                                                       | 461,439                                                                                       | 886,928                                                                                       | 8.82%                                                                                         | 10.14%                                                                                        | 10                                                                                            |

#### Minería
La producción minera tuvo su auge entre 1572 a 1580 que fluctuó de 216 000 a 1 400 000 pesos anuales; pero disminuyó su ritmo extractivo al promediar el siglo XVII y ya en el siglo XVIII, su decadencia fue notoria debido, en gran parte, al sistema y forma empírica como se trabajaba en los centros mineros, también a la carencia de caminos para agilizar el transporte y la despoblación indígena.
Entre 1790 y 1795, según las memorias del virrey Francisco Gil de Taboada, se hallaban en explotación en su territorio (actual Perú), 728 minas de plata, 69 de oro, 4 de mercurio, 12 de plomo y 4 de cobre. Pese a que la minería era en la época una actividad desorganizada y riesgosa, su auge fue tal que no menos del 40 % de los yacimientos que actualmente están en operación en el Perú, ya habían sido descubiertos y trabajados en tiempos del virreinato.
Durante esta etapa, para el año 1795, la minería solo representaría un 8.50% de la producción nacional (siendo el mayor contribuyente para la industria, de 19.42% de participación). Habiendo más participación del sector agrícola, ganadero y pesquero en el PIB, representando un 45.09% (siendo el sector productivo dominante en la economía virreinal peruana), seguido por el sector de servicios con un 35.49% de la actividad económica. Con ello se obtuvo un PIB de 50.007.554 pesos, que entre una población de 1.208.848, nos da un PIB per cápita de 41.37 pesos en el ingreso promedio de la población peruana.

#### Comercio
Por diversas circunstancias el sistema del monopolio fue quebrantándose. Así, a la firma del tratado de Utrecht, en 1713, España concedió a Inglaterra el derecho de enviar cada año a puertos del atlántico, un barco o “navío de permiso”, con quinientas toneladas de mercaderías. En 1735 la misma España concedió el “navío de registro“ que, previa inscripción en los puertos españoles, llegaba a los puertos del Pacífico con mercaderías para su comercialización, hasta que el rey Carlos III, en 1778, decretó el libre comercio, por el cual otros puertos españoles y sudamericanos podían efectuar esta actividad. En virtud de esto, surgieron Valparaíso, Arica, Guayaquil, Montevideo y Buenos Aires, que disputaron la supremacía del Callao.

### Estadísticas comparativas

#### Comparación de laRenta per cápitaentre el Perú colonial con el del México y Colombia colonial.
El PIB combinado de la América española llegó a tener un valor de 511 millones de pesos, de esta cantidad, el México colonial representaba dos terceras partes. La superioridad mexicana se debe en gran parte por la cantidad de su población (que ha sido 5 veces mayor que la del Perú).

"En 1500, otras regiones de América Latina eran mas pobres que México. Con la excepción del Perú, casi todos los habitantes eran recolectores que tenían un ingreso mas bajo que el de México al finalizar el período colonial en 1820. Su ingreso per cápita creció mas lentamente que en México entre 1500-1820. He asumido que el diferencial de crecimiento entre México y el resto de América Latina se mantuvo estable entre 1500 y 1820”
Maddison 2003, tomo II: 250-251

| Sector             | Perú          | México         | Colombia      |
| ------------------ | ------------- | -------------- | ------------- |
| Agricultura        | 22.5 [45.09%] | 128.0 [36.47%] | 14.0 [54.26%] |
| Manufactura/Obraje | 4.1 [8.13%]   | 55.0 [15.67%]  | 3.5 [13.57%]  |
| Minería            | 4.2 [8.47%]   | 28.0 [7.98%]   | 3.0 [11.63%]  |
| Otros              | 19.2 [38.30%] | 140.0 [39.89%] | 5.3 [20.54%]  |
| PIB (en millones)  | 50.0          | 351.0          | 25.8          |
| Población          | 1,208,848     | 6,085,766      | 938,580       |
| PIB per cápita     | 41.37         | 57.68          | 27.49         |

#### Comparación de la tasa de crecimiento de la Economía del Perú colonial con la del Reino Unido
Durante el siglo XVIII se presenta una fuerte coordinación en el crecimiento de ambas economías, en el que ambos terminan teniendo promedios iguales (por ejemplo, hasta 1740 van al mismo ritmo bastante lento, luego se presenta una fuerte expansión que en el Perú se mantiene hasta 1770, y en Inglaterra hasta 1760). Ante ello, contrario a la creencia popular, el Perú inclusive llega a presentar unos indicadores más favorables que las británicas (teniendo una superioridad de casi 1% del crecimiento del índice de producción global). Además, en el siglo XVIII no se registró ningún incremento en la diferencia de PIB per cápita, si no incluso una ligera reducción en la diferencia de los ingresos entre peruanos y británicos. Con ello se concluye que, con respecto al Reino Unido previo a la Revolución Industrial, la economía virreinal peruana mostraba el mismo dinamismo.
Sin embargo, cuando se realiza el mismo análisis, pero con el período de 1700-1820 (como lo realizado por Angus Maddison), se obtiene un resultado contrario. De modo que los resultados diferentes se deben a lo ocurrido durante los primeros 20 años del siglo XIX. En aquellos años, la economía de ambos países experimentaron fuertes descensos por causa de la Revolución francesa y las Guerras napoleónicas. Mientras que Inglaterra sufrió una ligera reducción en su PIB per cápita (una depresión de la que pronto se recuperarían), para el Perú se produjo una catástrofe económica, por el inicio de las Guerras de independencia hispanoamericanas, que hicieron perder las ganancias generadas en el anterior siglo.
| Tasas de crecimiento promedio anual de Perú e Inglaterra: población, PIB per cápita y PIB, 1700-1824 (en porcentaje) | Tasas de crecimiento promedio anual de Perú e Inglaterra: población, PIB per cápita y PIB, 1700-1824 (en porcentaje) | Tasas de crecimiento promedio anual de Perú e Inglaterra: población, PIB per cápita y PIB, 1700-1824 (en porcentaje) | Tasas de crecimiento promedio anual de Perú e Inglaterra: población, PIB per cápita y PIB, 1700-1824 (en porcentaje) | Tasas de crecimiento promedio anual de Perú e Inglaterra: población, PIB per cápita y PIB, 1700-1824 (en porcentaje) | Tasas de crecimiento promedio anual de Perú e Inglaterra: población, PIB per cápita y PIB, 1700-1824 (en porcentaje) | Tasas de crecimiento promedio anual de Perú e Inglaterra: población, PIB per cápita y PIB, 1700-1824 (en porcentaje) |
| Etapa | Población | Población | PIB per cápita | PIB per cápita | PIB | PIB |
| Etapa | Perú | Reino Unido | Perú | Reino Unido | Perú | Reino Unido |
| --- | --- | --- | --- | --- | --- | --- |
| 1700-1740 | 0.34 | 0.23 | 0.39 | 0.03 | 0.73 | 0.25 |
| 1740-1760 | 0.41 | 0.48 | 0.66 | 0.87 | 1.07 | 1.35 |
| 1760-1780 | 1.17 | 0.64 | 0.72 | -0.01 | 1.90 | 0.63 |
| 1780-1824 | 0.84 | 1.17 | -1.24 | 0.33 | -0.41 | 1.50 |
| 1700-1800 | 0.67 | 0.50 | 0.33 | 0.31 | 1.01 | 0.81 |
| 1690-1766 | 0.44 | 0.32 | 0.86 | 0.26 | 1.31 | 0.57 |

#### Comparación de la tasa de crecimiento de la Economía del Perú colonial con la de la España peninsular
Durante el siglo XVIII, la tasa de crecimiento del Perú es mayor a la de España durante las 8 primeras décadas, aunque la situación se revierte tras 1780 (coincidiendo con la Rebelión de Túpac Amaru II y las Guerras de independencia hispanoamericanas), donde en el Perú hay un descenso del 0.41%, frente al crecimiento de 0.32%, pero que sin embargo, no anula que el crecimiento general en todo el siglo es mayor al de España. Además, España crecía a un ritmo más lento que otras sociedades europeas.
| Tasas de crecimiento promedio anual de Perú y España: población, PIB per cápita y PIB, 1700-1824 (en porcentaje) | Tasas de crecimiento promedio anual de Perú y España: población, PIB per cápita y PIB, 1700-1824 (en porcentaje) | Tasas de crecimiento promedio anual de Perú y España: población, PIB per cápita y PIB, 1700-1824 (en porcentaje) | Tasas de crecimiento promedio anual de Perú y España: población, PIB per cápita y PIB, 1700-1824 (en porcentaje) | Tasas de crecimiento promedio anual de Perú y España: población, PIB per cápita y PIB, 1700-1824 (en porcentaje) | Tasas de crecimiento promedio anual de Perú y España: población, PIB per cápita y PIB, 1700-1824 (en porcentaje) | Tasas de crecimiento promedio anual de Perú y España: población, PIB per cápita y PIB, 1700-1824 (en porcentaje) |
| Etapa | Población | Población | PIB per cápita                                                                                                   | PIB per cápita                                                                                                   | PIB | PIB |
| Etapa | Perú | España | Perú | España | Perú | España |
| --- | --- | --- | --- | --- | --- | --- |
| 1700-1740 | 0.35 | -0.18 | 0.53 | -0.06 | 0.88 | -0.24 |
| 1740-1760 | 0.41 | 0.22 | 0.66 | 0.42 | 1.07 | 0.64 |
| 1760-1780 | 1.17 | 0.72 | 0.31 | -0.01 | 1.49 | 0.71 |
| 1780-1824 | 0.84 | 0.52 | -1.24 | 0.31 | -0.41 | 0.83 |
| 1700-1800 | 0.67 | 0.24 | 0.39 | 0.07 | 1.06 | 0.32 |
| 1690-1766 | 0.44 | -0.00 | 0.86 | 0.05 | 1.31 | 0.04 |

La siguiente tabla muestra el PIB per cápita del Perú colonial como la de la España peninsular, junto a la proporción del ingreso Per Cápita del Perú (junto a la población de origen español) con la de España.
| El Perú y España en la época colonial: PIB per cápita e ingresos relativos, 1770-1824 (en dólares de Geary Khamis de 1990) | El Perú y España en la época colonial: PIB per cápita e ingresos relativos, 1770-1824 (en dólares de Geary Khamis de 1990) | El Perú y España en la época colonial: PIB per cápita e ingresos relativos, 1770-1824 (en dólares de Geary Khamis de 1990) | El Perú y España en la época colonial: PIB per cápita e ingresos relativos, 1770-1824 (en dólares de Geary Khamis de 1990) | El Perú y España en la época colonial: PIB per cápita e ingresos relativos, 1770-1824 (en dólares de Geary Khamis de 1990) |
| Año | PIB per cápita | PIB per cápita | Ingreso relativo con relación a España                                                                                     | Ingreso relativo con relación a España                                                                                     |
| | Perú | España | Población de origen español                                                                                                | Perú |
| --- | --- | --- | --- | --- |
| 1770 | 722.0 | 859.9 | 116.9 | 84 |
| 1771 | 721.4 | 871.6 | 114.2 | 82.8 |
| 1772 | 675.9 | 875.5 | 113.7 | 77.2 |
| 1773 | 629.6 | 885.1 | 112.9 | 71.1 |
| 1774 | 635.3 | 885.4 | 114.0 | 71.7 |
| 1775 | 663.7 | 887.2 | 115.2 | 74.8 |
| 1776 | 714.0 | 890.1 | 116.4 | 80.2 |
| 1777 | 775.5 | 893.6 | 117.7 | 86.8 |
| 1778 | 747.5 | 902.8 | 118.2 | 82.8 |
| 1779 | 738.8 | 905.3 | 118.9 | 81.6 |
| 1780 | 680.8 | 902.7 | 119.3 | 75.4 |
| 1781 | 668.1 | 901.5 | 118.8 | 74.1 |
| 1782 | 653.1 | 898.5 | 118.2 | 72.7 |
| 1783 | 626.1 | 895.8 | 117.7 | 69.9 |
| 1784 | 624.7 | 891.5 | 118.2 | 70.1 |
| 1785 | 631.6 | 894.4 | 118.5 | 70.6 |
| 1786 | 657.8 | 905.7 | 118.6 | 72.6 |
| 1787 | 697.5 | 909.9 | 120.2 | 76.7 |
| 1788 | 683.6 | 907.6 | 123.0 | 75.3 |
| 1789 | 711.8 | 905.2 | 125.9 | 78.6 |
| 1790 | 698.8 | 913.1 | 127.1 | 76.5 |
| 1791 | 701.4 | 920.5 | 127.7 | 76.2 |
| 1792 | 731.9 | 922.9 | 128.1 | 79.3 |
| 1793 | 725.8 | 925.7 | 127.6 | 78.4 |
| 1794 | 737.2 | 932.2 | 126.1 | 79.1 |
| 1795 | 722.3 | 937.9 | 124.1 | 77.0 |
| 1796 | 714.4 | 939.1 | 122.1 | 76.1 |
| 1797 | 680.7 | 938.4 | 119.8 | 72.5 |
| 1798 | 660.5 | 929.4 | 118.2 | 71.1 |
| 1799 | 669.8 | 919.0 | 116.8 | 72.9 |
| 1800 | 665.9 | 915.5 | 116.8 | 72.7 |
| 1801 | 630.1 | 912.5 | 114.7 | 69.1 |
| 1802 | 631.4 | 914.8 | 113.0 | 69.0 |
| 1803 | 618.8 | 921.9 | 109.5 | 67.1 |
| 1804 | 615.6 | 929.6 | 108.0 | 66.2 |
| 1805 | 633.2 | 927.4 | 107.9 | 68.3 |
| 1806 | 654.2 | 923.4 | 107.7 | 70.8 |
| 1807 | 660.3 | 918.7 | 107.5 | 71.0 |
| 1808 | 648.0 | 914.9 | 106.7 | 70.8 |
| 1809 | 642.3 | 921.8 | 104.2 | 69.7 |
| 1810 | 646.1 | 938.3 | 100.3 | 68.9 |
| 1811 | 604.2 | 942.7 | 97.4 | 64.1 |
| 1812 | 609.2 | 945.6 | 94.6 | 64.4 |
| 1813 | 589.0 | 944.6 | 92.2 | 62.4 |
| 1814 | 576.8 | 947.3 | 89.8 | 60.9 |
| 1815 | 560.5 | 949.6 | 87.5 | 59.0 |
| 1816 | 571.2 | 958.5 | 84.0 | 59.6 |
| 1817 | 558.0 | 970.7 | 79.9 | 57.5 |
| 1818 | 558.7 | 988.9 | 75.0 | 56.5 |
| 1819 | 544.9 | 1003.3 | 70.3 | 54.3 |
| 1820 | 523.3 | 1008.0 | 66.2 | 51.9 |
| 1821 | 430.4 | 1014.0 | 62.1 | 42.4 |
| 1822 | 409.1 | 1023.0 | 58.1 | 40.0 |
| 1823 | 422.8 | 1029.7 | 54.8 | 41.1 |
| 1824 | 405.7 | 1039.4 | 51.7 | 39.0 |

En ello se presenta una fuerte sincronía en los ciclos económicos, además de cierta lentitud en cuanto a la reacción del Perú con respecto a España al momento de crisis (donde a España le afecta primero las crisis, como las Quiebras de la Monarquía Hispánica, y también es el primero en recuperarse, aunque con fechas bastante cercanas). También se ve que el ingreso relativo en España no parece haber crecido a lo largo de los 3 siglos, pese a la conquista de América, y que, solo en ocasionales fases de Recesión, el ingreso per cápita en España crecía más que el del Perú. Mientras que en el siglo XVIII, la tasa de crecimiento peruano superó al español. Además la población española presenta un decrecimiento de un ritmo de 0.18% anual, en la que probablemente la migración de peninsulares a las prosperas provincias americanas de ultramar pudo tener alguna relación. Finalmente, la sincronía en las tasas de crecimiento de ambos territorios se rompe cuando se dan las Guerras de independencia hispanoamericanas, en donde el Perú entra en un decrecimiento constante, mientras España mantiene su crecimiento (aunque podría haber algún margen de error en el método utilizado al no captar eficazmente los efectos negativos iniciales de las Guerras napoleónicas o la pérdida de las colonias). Con estas señales de buen dinamismo y recuperación a las crisis del siglo pasado, se puede concluir que las motivaciones para la Independencia del Perú no habrían sido por causas estrictamente económicas.

## Periodo Republicano

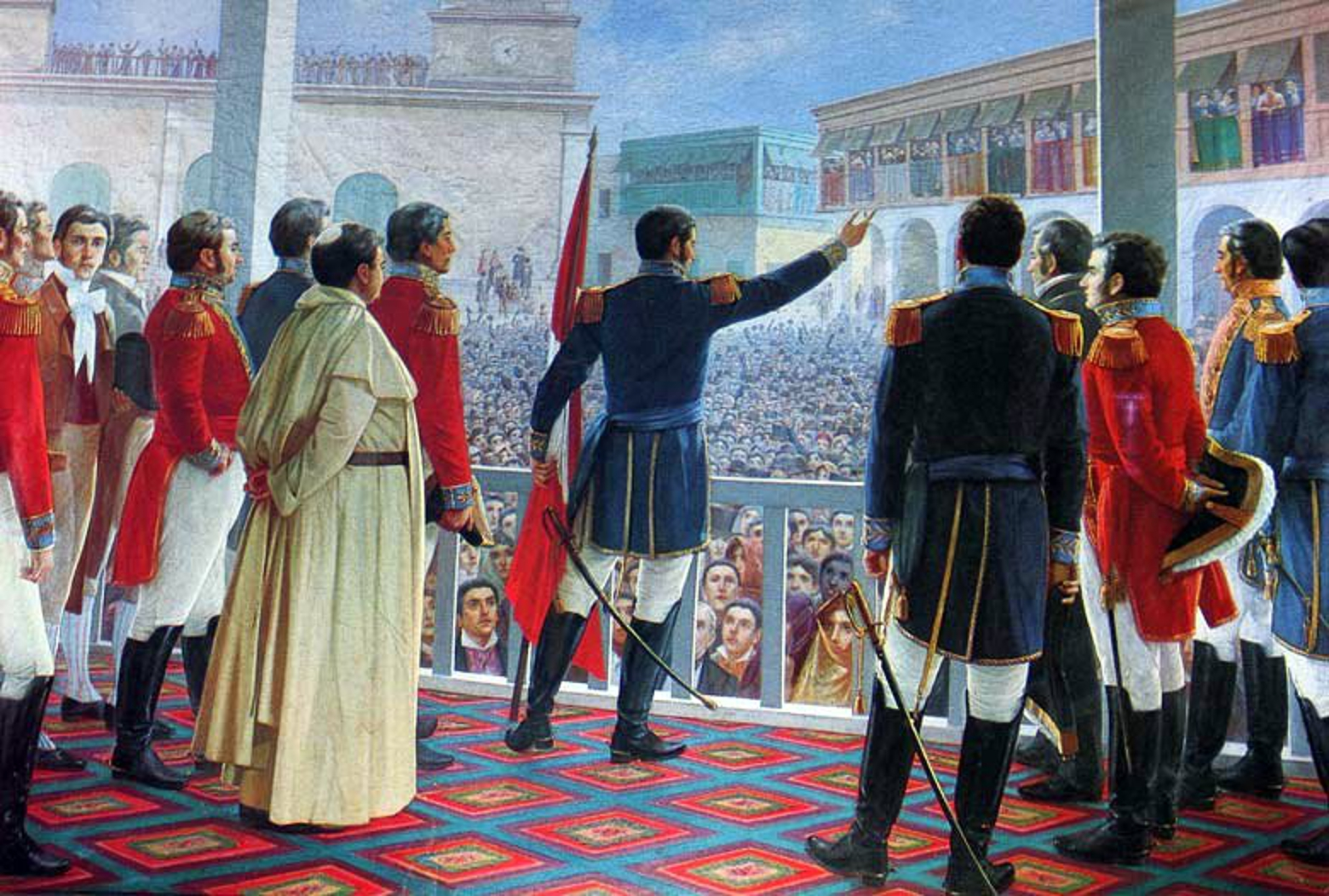
Proclamación de la Independencia del Perú. Óleo de Juan Lepiani.

La economía del Perú salió debilitada de la guerra de independencia. La larga duración del enfrentamiento y la característica de guerra civil que cobró, multiplicaron el encono entre ambos bandos. La derrota de los realistas supuso ejecuciones, destierros y en otros casos expropiación de bienes y caudales y fuga de capitales. La independencia se logró, así, a costa de la descapitalización del país y de la pérdida de su élite económica, que supusieron un retraso en los sectores del comercio ultramarino, la agricultura de costa y la minería de la sierra. El clima bélico que continuó después de la independencia desalentó la actividad empresarial.
El militarismo o predominio de los militares en el poder surgió en el Perú debido a la debilidad de la clase dirigente civil tras una época de guerra, ya sean interna o externa. El Primer Militarismo se dio luego de la victoria en la guerra de la independencia, a la que se sumaron las guerras civiles e internacionales de las primeras décadas de la República.
Consumada la independencia del Perú, quedó pendiente el pago de la deuda que este país había contraído con Argentina, Chile y la Gran Colombia, a cuenta de los gastos hechos por estos países en la organización de las campañas militares de la última fase de la independencia  las expediciones libertadoras de San Martín y Bolívar). Con España también había una deuda pendiente, de acuerdo a lo estipulado en la Capitulación de Ayacucho. Otro rubro era la deuda con Inglaterra, contraída también durante el proceso de la independencia y que al permanecer impaga había crecido excesivamente, por los intereses acumulados. De otro lado, existía una deuda interna con particulares que habían aportado, en especie o en dinero, a favor de las campañas independentistas. La cuestión fiscal fue complicada después de ajustar. La población esperaba un alivio en la tributación después de la independencia.
Solo el paso del tiempo fue creando una mayor autoridad y credibilidad para el nuevo Estado, de forma paulatina y trabajosa.
El guano fue un gran impulso para el Estado peruano, que le permitió financiarse a partir de 1845 sin recurrir a los impuestos y que permitió un crecimiento de la economía pública basada en las rentas derivadas de la exportación de este producto y no en impuestos.[cita requerida]
Durante los años del guano se incrementaron muchos los presupuestos públicos pero a la vez se recurrió al endeudamiento. En 1876, antes de la suspensión de pagos que se produjo, la deuda pública ascendía al 500% del presupuesto de país. La guerra del Pacífico contra Chile, sucedió al final de la denominada era del Guano, por cuanto los chilenos se quedaron con los recursos que producían estas rentas, el guano y el salitre. Finalmente, las existencias de guano peruano se sobreexplotaron, tan solo quedaba el 10% de lo extraído inicialmente, más aún, el salitre comenzó a reemplazar al guano en su uso agrícola. 

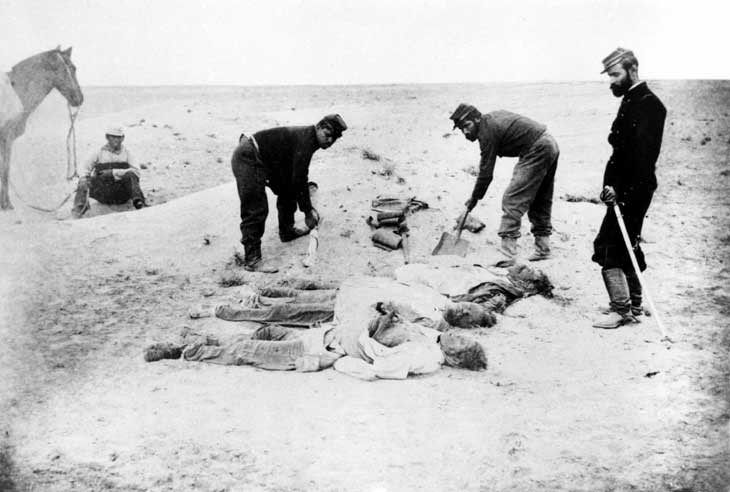
Fotografía de hombres muertos en el campo de La Alianza durante la Guerra del Pacífico, en 1879. Esta guerra tuvo efectos desastrosos para la economía peruana.

A partir de esta guerra, Perú vivió un momento de reconstrucción. Durante los años de la era del guano el país había atraído una inmigración cualificada que jugaría un papel importante en relativamente rápida reconstrucción de la economía en los años finales del siglo XIX. 
- Las infraestructuras , como muelles, almacenes, dársenas en los puertos, así como ferrocarriles que unían los puertos con las minas y las tierras del interior creados durante el periodo anterior sirvieron como lanzamiento económico.
- Las instituciones como la Constitución Política del Perú de 1860 y La Escuela de Ingenieros Civiles y de Minas creadas durante los años del guano resultaron provechosas también para la economía.
- Se llevó a cabo una reforma tributaria con capacidad recaudatoria basada fundamentalmente en la imposición indirecta.
- En materia monetaria se optó por la integración en el patrón oro.

El resultado de estos elementos y reformas fue el relanzamiento de las exportaciones de materias primas, aunque la industria manufacturera no fue capaz de seguir el ritmos de aquellas. Hacia 1890, la manufactura se limitaba a los artesanos con algunos casos relacionados a los sectores del algodón, las ferrovías o la comida marina.
Otro campo en el que el avance del primer siglo de independencia fue muy reducido es en materia de igualdad e integración de la población indígena. Ya antes de la guerra con Chile el estado peruano se había declarado en cesación de pagos. Por los préstamos dados por la compra de guano del extranjero, mejor dicho, el Perú se quedó sin una forma directa de retribuir el dinero recibido antes de la exportación y eso generó más deudas que dinero produciendo una deuda, además, de la gran perdida de dinero por la creación de ferrocarriles en Lima y así declarado en bancarrota en 1870.

### Convergencia a largo plazo
Comparando la evolución del PIB per cápita respecto a EE. UU. y España tras la independencia, se observa una tendencia creciente en los tres países, siendo el de EE. UU. superior a estos y teniendo una notoria bajada como consecuencia del crack del 29 y los respectivos años posteriores, que por supuesto se ve reflejado a nivel mundial. 
Centrándonos en la posible convergencia de Perú y España, el único momento en el que los datos de ambos países son similares son debidos a la guerra civil española, [cita requerida] por lo que se produce una falsa convergencia.(Fuentes de los datos de la convergencia: MADDISON, A. (2008), The World Economy year 0-2006, París: OECD Development Centre Studies).

### La era de las exportaciones
Perú exportaba principalmente a dos países, Gran Bretaña y Estados Unidos, siendo las exportaciones a Chile el siguiente destacado en su lista.
La exportación peruana fue creciendo constantemente en los tres países, Gran Bretaña, Chile y Estados Unidos, siendo en el primer país mayor que en los otros dos en un principio, que juntos forman más del 70% de las exportaciones de Perú. La evolución creciente de los primeros años, cambia radicalmente durante la Primera Guerra Mundial, siendo su principal socio comercial en este caso EE. UU., con quien tiene su mayor facilidad de comercio por su situación geográfica. Perú no participó en ninguna de las guerras mundiales y además sus relaciones con Europa no eran tan importantes como podría serlo para cualquiera de sus vecinos, por lo que su capacidad de exportación no se vio desfavorecida sino todo lo contrario, aumento su relación con EE. UU.

### Shocks externos: 1910-1945
Existen tres shocks externos durante esta etapa en Perú. El primero transcurre durante la I Guerra Mundial (1914-1918) con el aumento tanto de las importaciones como de las exportaciones y del impuesto aduanero, y eso es a consecuencia de las ventajas que supuso para Perú este acontecimiento. Su principal socio comercial pasó a ser EE. UU., ya que prácticamente desapareció el comercio con Europa, por lo que sus exportaciones aumentaron considerablemente hacia el norte del continente americano. [cita requerida]También se vieron afectadas las importaciones comerciales.
El siguiente shock externo es el periodo de la crisis del 29 y los años posteriores, que sucedió en EE. UU., trasladándose al resto del mundo. Lo sucedido con la bolsa estadounidense ese año, desembocó en la mayor crisis económica y financiera hasta nuestros días. La actuación de EE. UU. y de otros países europeos, fue el cierre de fronteras. Esto afectó a toda Latinoamérica. Perú fue uno de los grandes perjudicados, pues su actual socio comercial cerró fronteras, lo que produjo una gran caída del comercio (base de la economía latinoamericana). Durante estos años, al caer las posibilidades de exportar productos, se produjo un descenso de las importaciones pues necesitaban más cantidades de cobre, de azúcar o de lana, para comprar otros mismos productos.
El último shock transcurre durante los años de la Segunda Guerra Mundial (1939-1945) cuando aumentaron las exportaciones, pero las consecuencias económicas fueron catastróficas para toda Latinoamérica, sufriendo incluso el cierre de fronteras.

### La ISI
La ISI (Industrialización por sustitución de importaciones) pretendía reducir el peso de las importaciones de Perú, para disminuir su dependencia del exterior. Durante los años en los que esta política estuvo activa, se redujeron un 10% las exportaciones en relación con el PIB peruano. Perú es un claro ejemplo de aplicación de la ISI, se cerraron en parte las fronteras a la exportación de materias primas y se intentó industrializar las materias primas del país.
La ISI, estaba financiada básicamente por gasto público. El Estado peruano tuvo que invertir mucho capital para financiar las distintas implantaciones de empresas y fábricas, que diesen lugar a una industria lo suficientemente fuerte como para que llegasen inversores. La evolución general del gasto público fue aumentando año a año, viéndose inmersos en un déficit público casi continuado exceptuando los tres primeros años de los 60, que generó una deuda pública muy importante. En general la industria peruana tuvo un gran crecimiento gracias a esta política económica, en la que sobre todo se producían bienes de consumo y de capital, pero también perjudico al país por el gran endeudamiento en el que se vio sumergido.

### La crisis de la deuda en los años 80
En Perú, a principios de los años 70, durante el autoproclamado Gobierno Revolucionario de la Fuerza Armada, los inversores extranjeros no invertían capital en el Perú. Entre 1972 y 1983, la inversión extranjera en este país era bastante baja en relación con el PIB, pues alcanzó casi un 2% sobre este último. y era sobre todo inversión orientada a la industria manufacturera. Durante la crisis de la deuda en los años 80, el gráfico muestra la fuga de inversiones extranjeras fuera del país. A partir de 1991, con el comienzo del fujimorato y el fin de la Guerra Fría, la inversión extranjera directa comienza a crecer, con un incremento al 6,92% sobre el PIB, gracias a la estabilidad legal originada tras la instauración del neoliberalismo y en énfasis en el desarrollo de una economía de mercado. Este período es potenciado por la nueva Constitución Política del país de 1993, instaurada tras el autogolpe de 1992, y mantenida por los gobiernos que sucedieron a Fujimori. A partir de 1991 la inversión extranjera sufrirá altibajos muy marcados debido a las variaciones en los tipos de interés.
El PIB per cápita del Perú tiene una tendencia creciente que va desde los años 60 hasta mitad de los 70. En los años 80 la tendencia es muy irregular, sufre caídas de aproximadamente dos años, se recupera y vuelve a crecer. Estas variaciones ocurrieron por la crisis de la deuda, al ser una época caracterizada por una deuda externa en pleno crecimiento, las inversiones extranjeras directas se ven totalmente aminoradas, las exportaciones sufren una fuerte caída, el campesinado cada vez se empobrece más, la elevada inflación y además la reducción de los salarios. Sin embargo, en los años 90 puede verse como el PIB per cápita está en ligero ascenso debido a la llegada de la inversión extranjera y apertura de la economía, intentado retomar los niveles de los años sesenta.
Durante el primer gobierno de Alan García iniciado en 1985 se lanzó el denominado plan Zero, que generó una mayor inflación, especialmente en los productos importados. Así, por ejemplo, los precios de los productos farmacéuticos aumentaron un 600% y la gasolina un 400%. Desde septiembre de 1988, la inflación se convirtió en hiperinflación. Ese mes, los precios subieron un 114% y se agravó la escasez de materias primas y alimentos. La larga huelga en la industria de la minería contribuyó a que las exportaciones cayeran, agravar el déficit comercial y las reservas internacionales estuvieron próximas a agotarse. [cita requerida]
El aumento del desempleo y la caída de los ingresos fue el costo social. El consumo per cápita cayó un 50%, el nivel de subempleo fue del 73%, un resultado desastroso al final del gobierno de Alan García, el número de horas perdidas por los conflictos laborales aumentaron en 6 millones en 1985 a 124 millones en 1990. El número de familias pobres en todo el Perú, el 70,7% para el período 1985-1986.

### Reformas económicas de los años 90
En 1990 ganó las elecciones Alberto Fujimori, quien había prometido no implementar las medidas de liberalización de la economía que durante la campaña electoral había propuesto su rival Mario Vargas Llosa. Sin embargo, una vez asumido el gobierno, Fujimori se allanó a las recomendaciones del Fondo Monetario Internacional, y el 8 de agosto de 1990 el Ministro de Economía Juan Carlos Hurtado Miller salió en cadena nacional anunciando el fin de la política de control de precios y que a partir de ese momento estos se regirían por la ley de oferta y demanda. 
Esta medida, que sería conocida como el fujishock, si bien a la larga permitió controlar la hiperinflación, tuvo como efecto inmediato la venta de los productos básicos al costo real (no subsidiado) y como segundo efecto la pérdida del poder de compra de los salarios de la mayoría de la población. Ejemplos: el pan francés que costaba 9 mil intis subió a 25 mil intis y la gasolina pasó de costar 21 mil intis el galón a 675 mil intis.
Era la primera de muchas reformas de tendencia neoliberal que ocasionaron la eliminación del control de precios y de cambios, con el posterior reemplazo en 1991 de la divisa Inti, que había perdido totalmente su poder adquisitivo, por el Nuevo sol. El Inti Peruano se devaluó en 227 %, la inflación alcanzó el 7694,6 %, el precio de la gasolina se disparó un 3000 %, se decretaron aumentos de precios en alimentos básicos del 160 % y 300 % y desde 1991, se reemplazó al hiperdevaluado Inti, por la nueva divisa vigente hasta hoy: el Sol.
Las políticas de estabilización aplicadas a partir de agosto de 1990 tuvieron varios objetivos, definidos sobre la base de los problemas más urgentes que enfrentaba el país. Se dio prioridad a la eliminación de la hiperinflación, la reinserción del país en el sistema financiero internacional, el restablecimiento del orden macroeconómico de manera sostenible y a solucionar la crisis de la balanza de pagos. El objetivo de controlar la hiperinflación fue logrado de manera distinta de lo que usualmente sucedió en otros procesos de estabilización económica en la región, usando la masa monetaria como el ancla nominal del sistema.
De otro lado, especialmente a partir de marzo de 1991, el gobierno de Fujimori implementó un agresivo proceso de reformas estructurales, orientadas a reducir la intervención del Estado y a eliminar las distorsiones en la economía. El conjunto de reformas estructurales incluyó una liberalización del comercio exterior y una reforma tributaria. En el primer caso, se pasó de una estructura compleja con promedios altos y amplias dispersiones a otra más simple y con mínimas excepciones. En el caso tributario, se apuntó a simplificar y modernizar el sistema y mejorar la administración de los tributos. Otras reformas apuntaron a flexibilizar mercados iniciándose un proceso de la liberalización del mercado de trabajo; liberalizándose y desregulándose el sistema financiero y la cuenta de capitales de la balanza de pagos. Estas reformas se encontraban principalmente orientadas a crear mejores condiciones para la inversión privada, así como al fomento de la competitividad. Simultáneamente se inició un agresivo proceso de privatización de empresas públicas. Como se verá, muchas de estas reformas, así como la política fiscal, se vieron fuertemente influenciadas por el ciclo político, y hacia el final de la década, en el marco de una grave inestabilidad política y una prolongada recesión, no quedaba clara cual era la orientación del modelo económico. Aun así, las medidas consiguieron atraer capital extranjero.
Es por lo que después del fujishock el nivel de pobreza en el país aumentó en más de 10 puntos. La devaluación fue alta y durante su gobierno se tuvo que cambiar dos veces la moneda oficial (el inti sol), ya que rápidamente se convirtió en inútil. Esto dio lugar a mucha especulación y la escasez de alimentos básicos. En 1997 Perú entró un breve estado de recesión a causa del impacto de la economía asiática.